# Archettes
Archettes település Franciaországban, Vosges megyében. Lakosainak száma 1110 fő (2022. január 1.). Archettes Jarménil, Pouxeux, Arches, La Baffe, Cheniménil és Épinal községekkel határos.

## Népesség
A település népességének változása:
| Lakosok száma | 1110 | 1103 | 1107 | 1085 | 1081 | 1105 | 1104 | 1107 | 1110 |
|               | 2013 | 2015 | 2016 | 2017 | 2018 | 2019 | 2020 | 2021 | 2022 |